# 廿五部秘書
廿五部秘書（にじゅうごぶひしょ）は、平田宗家の内書。
平田宗家の蔵書には内書と外書とがあり、一般の者の目に曝しても良いものと、門外不出のものとに分けていた。更に平田宗家には奥伝なるものがあり、それらは須く巻物仕立てにして、口移し、口授、口伝、一子相伝として極一部の選ばれた者達に、他見他伝厳禁の誓約を取り交わした後に秘伝として隠密裏に伝えられた。
これらの秘書類には、天文・暦術関係のものも含まれているが、大半は道家の玄学書であった。

## 書名
1940年に国文学者の山田孝雄が自著『平田篤胤』の中で廿五部秘書の書名を公開している。
1. 太皞暦旋式 一軸
2. 天象古説図 一軸
3. 古暦日歩式 二十巻
4. 古暦月歩式 十二巻
5. 終古冬至格 三巻
6. 古今交蝕囲範 三十六巻附総論一巻
7. 天朝無窮暦・前編 六巻
8. 天朝無窮暦・後編 十二巻
9. 古今日契暦 初編二編 凡五百巻
10. 武学本論 三巻
11. 玄学得門編 五巻
12. 神僊教化編 五巻
13. 神僊方術編 五巻
14. 神僊方薬編 五巻
15. 神僊服餌編 五巻
16. 神僊行気編 三巻
17. 神僊導引編 二巻
18. 神僊採補編 二巻
19. 玄学月令編 五巻
20. 家礼徴古編 五巻
21. 太一循甲古義 二巻
22. 五嶽真形図説 三巻
23. 名家方函類編 十巻
24. 密教修事部類 十巻
25. 仙境異聞附勝五郎再生記聞 五巻